# 张璐 (企业家)
张璐 是中国企业家，以创立Soul App为人所知，而Soul是一个于2016年创立的社交网络平台。
张璐曾担任管理咨询公司Innext中国区总经理，并在尼尔森担任过数据分析师和客户解决方案经理。
与此同时，她也是上海市浦东新区第七届政协委员会委员。

## 早年生活和教育
张璐于2007年毕业于中山大学，获得英语文学学士学位。

## 职业生涯
2008年至2009年，张璐在尼尔森担任数据分析师和客户解决方案经理。2009年，她加入了一家欧洲管理咨询公司Innext担任顾问，后来成为其中国区总经理，并一直担任该职位至2016年。
2016年，张璐创立了Soul App，灵感来自她对情感和心理连接需求的社交平台研究。 她的目标是为寻求更有意义社交链接的用户创建一个基于共同兴趣的社交数字空间。 张璐通过研究国内外社交平台得出了创办Soul的理念。
2020年，她在新浪科技的采访中讲述了Soul的创业故事。 在2022年和2024年接受极客公园采访时，张璐探讨了Soul的定位和对AI社交的探索，表示其初衷是帮助用户找到志趣相投的伙伴。

## 其他工作
2024年6月，张璐创办的Soul App与位于宛平南路600号的上海市精神卫生中心合作，发起以“关注青年人情感”为主题的心理关怀活动。
7月，Soul App还在世界人工智能大会（WAIC）上展示了如何通过大规模多模态交互将AI技术集成到社交互动平台中。

## 奖项与荣誉
2023年，张璐创办的Soul App被评为“亚太地区由女性推动的百家高增长企业”之一，Soul在该榜单“前十高增长企业”中排名第二。
2024年，她创办的Soul App在第二届多模态情感识别挑战赛（MER24）的SEMI赛道中获得第一名。